# Jean Goumain
 (juin 2025).
Motif : Notoriété ? Absence de sources
- Archive Wikiwix
- Bing
- Cairn
- DuckDuckGo
- E. Universalis
- Gallica
- Google
- G. Books
- G. News
- G. Scholar
- Persée
- Qwant
- (zh) Baidu
- (ru) Yandex
- (wd) trouver des œuvres sur Wikidata

| 1. | Préciser le motif de la pose du bandeau. | Précisez le motif de la pose du bandeau en utilisant la syntaxe suivante : {{admissibilité à vérifier\|date=août 2025\|motif=remplacez ce texte par le motif}}                    |
| 2. | Informer les utilisateurs concernés.     | Pensez à avertir le créateur de l'article, par exemple, en insérant le code ci-dessous sur sa page de discussion : {{subst:avertissement admissibilité à vérifier\|Jean Goumain}} |

Jean Goumain (état-civil inconnu) est un scénariste, réalisateur et producteur de cinéma français actif dans les années 1960 et 1970.

## Filmographie
Assistant-réalisateur
- 1970 : Un taxi dans les nuages, série télévisée de Gérard Sire
- 1971 : La Maffia du plaisir, film de Jean-Claude Roy
- 1975 : Le Choix, film de Jacques Faber

Réalisateur
- 1967 : Quand la liberté venait du ciel (série télévisée)
- 1968 : Gorri le diable (série télévisée)
- 1971 : La Sécurité est un combat, court-métrage

Scénariste
- 1971 : La Sécurité est un combat, court métrage de Jean Goumain.

Producteur
- 1976 : Le Choix de Jacques Faber